# Вишнёвое (Шишацкий район)
Вишнёвое (укр. Вишневе) — село,
Шишацкий поселковый совет,
Шишацкий район,
Полтавская область,
Украина.
Код КОАТУУ — 5325755102. Население по переписи 2001 года составляло 57 человек.

## Географическое положение
Село Вишнёвое находится на расстоянии в 0,5 км от села Ходосиха, в 1,5 км от села Хвощево и в 2,5 км — Шишаки.
Рядом проходит автомобильная дорога Т-1720.

## Происхождение названия
На территории Украины 43 населённых пункта с названием Вишнёвое.